# 1139

## Události
- 25. ledna – Hrabě Geoffroy II. Lovaňský se stává dolnolotrinským vévodou.[1][2][3]
- duben – V Římě se na popud papeže Inocence II. schází Druhý lateránský koncil.
- Založen francouzský klášter Valmagne.
- Založen původně benediktinský Želivský klášter.
- Po vítězství nad Maury přijal portugalský hrabě Alfons I. královský titul.

## Narození
- ? – Sancha Kastilská, navarrská královna († 1179)

## Úmrtí
- 25. ledna – Geoffroy I. z Lovaně, hrabě z Lovaně a Bruselu (* 1060)
- 18. února – Jaropolk II. Vladimírovič, veliký kníže kyjevský (* 1082)
- 4. dubna – Eufémie Kyjevská, uherská královna z dynastie Rurikovců (* ?)
- 8. srpna – Jan I., pražský biskup, spoluzakladatel Strahovského kláštera
- 20. října – Jindřich Pyšný, vévoda bavorský, saský a markrabě toskánský, ucházeč o titul římsko-německého krále (* asi 1108)
- 12. listopadu – Magnus IV., norský král (* asi 1115)

## Hlavy států
- České knížectví – Soběslav I.
- Svatá říše římská – Konrád III.
- Papež – Inocenc II.
- Anglické království – Štěpán III. z Blois
- Francouzské království – Ludvík VII.
- Polské knížectví – Vladislav II. Vyhnanec
- Uherské království – Béla II. Uherský
- Kastilské království – Alfonso VII. Kastilský
- Rakouské markrabství – Leopold IV. Babenberský
- Byzantská říše – Jan II. Komnenos